# Keila Costa
Keila da Silva Costa (n. 6 de febrero de 1983 en Abreu e Lima) es una atleta brasileña.
Keila ganó una medalla de bronce en triple salto en el Campeonato Mundial Júnior de la Asociación Internacional de Federaciones de Atletismo (IAAF) en 2002, con una marca de 13,70 m. A su vez, ganó una medalla de plata en la disciplina salto de longitud y triple salto en los Juegos Panamericanos de 2007. Participó de los Juegos Olímpicos de Atenas 2004 y de Pekín 2008 en salto de longitud. En 2004 fue eliminada en las clasificatorias con un salto de 6,33 m, pero en 2008 consiguió llegar a la final, terminando en el puesto 11.º con un salto de 6,43 m. En el Campeonato Mundial de Atletismo en Pista Cubierta de 2010, realizado en Doha, Keila obtuvo el bronce en salto de longitud, obteniendo una marca de 6,63 m.

## Inicios
Keila nació en Abreu e Lima, en cercanías de la ciudad brasileña de Recife, comenzó a practicar el atletismo a los nueve años. Al provenir de una familia humilde, y su ciudad al no contar con infraestructura edilicia para practicar el atletismo, a Keila no le resultó fácil convertirse en atleta internacional.
Como atleta júnior compitió en dos Campeonatos Mundiales Júnior. En la edición de 2000, en Santiago de Chile, terminó en el undécimo lugar en salto triple. Su mejor marca personal en ese momento era de 13,23 metros. En 2001 mejoró su marca, alcanzando los 14,00 metros en una reunión en São Caetano do Sul, siendo este un nuevo récord sudamericano júnior. En 2002 se celebró el Campeonato Mundial Júnior de Atletismo de 2002 en Kingston, Jamaica, en donde acabó en 9.º lugar en salto de longitud y ganó la medalla de bronce en triple salto. Keila fue la primera brasileña en ganar una medalla en los Campeonatos Mundiales Júnior. Su mejor marca personal hasta ese momento en salto de longitud fue de 6,46 metros, logrado en septiembre de 2002 en Río de Janeiro. En las siguientes temporadas, rara vez compitió a nivel internacional, a excepción de una participación en los Juegos Olímpicos de Atenas 2004 en la que no pudo llegar a la final. Durante la mayor parte de 2003 no se dedicó al deporte al estar lesionada. En junio de 2005 había mejorado a 6,63 metros en salto de longitud, y en febrero de 2006 a 14,17 metros en triple salto. En marzo de 2006 compitió en triple salto en el Campeonato Mundial de Atletismo en pista cubierta; a pesar de que se acercaba a su máximo récord con un salto de 14,11 metros, no logró llegar a la final. A finales de 2006, representó a las Américas en salto de longitud en la Copa del Mundo, terminando 6.ª.
Costa ganó su primer título brasileño en 2003. A nivel regional, ganó cinco medallas en los Campeonatos Sudamericanos de Atletismo de 2001, 2003 y 2005.

## Avance internacional
Costa se catapultó internacionalmente en 2007. Mejoró sus dos récords personales en salto con buenos márgenes. En mayo, en Belém, saltó 6,88 m, y en junio, en São Paulo, saltó 14,57 m, logrando un récord continental en el Campeonato Sudamericano de Atletismo 2007. Además ganó la medalla de plata en salto de longitud, detrás de Maurren Maggi. En mayo se había convertido en la primera mujer de sudamericana en romper la barrera de los 15 m. Sin embargo, su salto de 15,10 m en Uberlândia, Brasil tuvo una ayuda de viento de 2,7 m/s, por lo que no pudo aceptarse. Al saltar 14,57 m, estableció un nuevo récord sudamericano, y en los Juegos Panamericanos de 2007 ganó dos medallas de plata; en el Campeonato Mundial de Atletismo de 2007, realizado en agosto terminó en noveno lugar en la categoría de triple salto, y séptima en salto de longitud femenino. En el IAAF World Athletics Final de 2007, al final de la temporada, terminó sexta en triple salto y quinto en salto de longitud.
En 2008 no compitió en salto triple en absoluto. En cambio, en salto de longitud, terminó séptima en el Campeonato Mundial de Atletismo en Pista Cubierta de 2008 y undécima en los Juegos Olímpicos de Pekín 2008. Su mejor marca fue de 6,79 m, alcanzados en junio en São Paulo. Su récord sudamericano sigue en pie.
En la temporada 2009, ganó el Troféu Brasil Caixa de Atletismo con su mejor marca de 6,79 m, poniendo fin al predominio de campeonatos ganados por Maurren Maggi durante décadas. Se convirtió en campeona de salto de longitud continental por segunda vez en el Campeonato Sudamericano de Atletismo de 2009. La puntuación de los saltos de longitud en los Juegos de la Lusofonía de 2009 estuvo cabeza a cabeza con la portuguesa Naide Gomes, ganando finalmente Costa la medalla de plata, a tres centímetros de la ganadora, con una marca de 6,71 m. Su atención se volvió hacia el Campeonato Mundial de Atletismo de 2009, pero no pudo registrar una marca en sus tres intentos en salto de longitud. Cerró su temporada con un séptimo puesto en el IAAF World Athletics Final de 2009.
Keila abrió el 2010 con su primer podio en el escenario global: compitió en salto de longitud en el Campeonato Mundial de Atletismo en Pista Cubierta de 2010, saltando dos veces 6,63 m para asegurar la medalla de bronce, detrás de Brittney Reese y Gomes. Se convirtió en doble campeona brasileña de ese mismo año con victorias tanto en salto de longitud y en triple salto en el Troféu Brasil Caixa de Atletismo.

## Vida personal
Keila Costa tiene una relación con el campeón olímpico panameño en salto largo, Irving Saladino. Ambos se conocieron en los Juegos Olímpicos de 2004.
Costa mide unos 1,70 m (5 pies 7 pulg) de altura, y pesa aproximadamente 137 libras (62 kg).

## Progreso

### Salto de longitud
| Año  | Resultado | Lugar          | Fecha            | Ranking mundial |
| ---- | --------- | -------------- | ---------------- | --------------- |
| 2011 | 6,67 m    | São Paulo      | 22 de mayo       | -               |
| 2010 | 6,68 m    | Río de Janeiro | 23 de mayo       | -               |
| 2009 | 6,79 m    | Río de Janeiro | 7 de junio       | -               |
| 2008 | 6,79 m    | São Paulo      | 29 de junio      | -               |
| 2007 | 6,88 m    | Belém          | 20 de mayo       | -               |
| 2006 | 6,59 m    | São Paulo      | 19 de agosto     | -               |
| 2005 | 6,63 m    | São Paulo      | 17 de junio      | -               |
| 2004 | 6,61 m    | Recife         | 17 de abril      | -               |
| 2003 | 6,52 m    | São Paulo      | 15 de junio      | -               |
| 2002 | 6,46 m    | Río de Janeiro | 29 de septiembre | -               |

### Triple salto
| Año  | Resultado | Lugar              | Fecha            | Ranking mundial |
| ---- | --------- | ------------------ | ---------------- | --------------- |
| 2011 | 14,24 m   | São Paulo          | 23 de febrero    | -               |
| 2010 | 13,79 m   | São Paulo          | 16 de septiembre | -               |
| 2007 | 14,57 m   | São Paulo          | 9 de junio       | -               |
| 2006 | 14,17 m   | São Paulo          | 11 de febrero    | -               |
| 2005 | 13,95 m   | La Canea           | 6 de junio       | -               |
| 2004 | 13,80 m   | Huelva             | 7 de agosto      | -               |
| 2003 | 13,68 m   | São Paulo          | 13 de junio      | -               |
| 2002 | 13,78 m   | Belém              | 1 de agosto      | -               |
| 2001 | 14,00 m   | São Caetano do Sul | 22 de abril      | -               |
| 2000 | 13,23 m   | Manaus             | 27 de agosto     | -               |

### Salto de longitud en pista cubierta
| Año  | Resultado | Lugar     | Fecha               | Ranking mundial |
| ---- | --------- | --------- | ------------------- | --------------- |
| 2011 | 6,42 m    | Eaubonne  | 11 de febrero       | -               |
| 2010 | 6,63 m    | Doha      | 14 de marzo de 2010 | -               |
| 2009 | 6,64 m    | Parigi    | 13 de febrero       | -               |
| 2008 | 6,48 m    | Valencia  | 9 de marzo          | -               |
| 2007 | 6,60 m    | Leipzig   | 9 de febrero        | -               |
| 2006 | 6,34 m    | Stuttgart | 4 de febrero        | -               |

### Triple salto en pista cubierta
| Año  | Resultado | Lugar    | Fecha         | Ranking mundial |
| ---- | --------- | -------- | ------------- | --------------- |
| 2011 | 13,90 m   | Gand     | 13 de febrero | -               |
| 2009 | 13,35 m   | El Pireo | 25 de febrero | -               |
| 2006 | 14,11 m   | Moscú    | 10 de marzo   | -               |

## Palmarés atlético
| Año  | Competición                            | Sede              | Evento            | Resultado | Desempeño | Notas               |
| ---- | -------------------------------------- | ----------------- | ----------------- | --------- | --------- | ------------------- |
| 2000 | Mundial Júnior de Atletismo            | Santiago de Chile | Triple salto      | 11.ª      | 12,97 m   |                     |
| 2002 | Mundial Júnior de Atletismo            | Kingston          | Triple salto      | 3.ª       | 13,70 m   |                     |
| 2004 | Juegos Olímpicos                       | Atenas            | Salto de longitud | 30.ª      | 6,33 m    |                     |
| 2006 | Mundial de Atletismo en Pista Cubierta | Moscú             | Triple salto      | 10.ª      | 14,11 m   | Récord sudamericano |
| 2007 | Sudamericano de Atletismo              | São Paulo         | Salto de longitud | 2.ª       | 6,83 m    |                     |
| 2007 | Sudamericano de Atletismo              | São Paulo         | Triple salto      | 1.ª       | 14,57 m   | Récord personal     |
| 2007 | Juegos Panamericanos                   | Río de Janeiro    | Salto de longitud | 2.ª       | 6,73 m    |                     |
| 2007 | Juegos Panamericanos                   | Río de Janeiro    | Triple salto      | 2.ª       | 14,38 m   |                     |
| 2007 | Mundial de Atletismo                   | Osaka             | Salto de longitud | 7.ª       | 6,69 m    |                     |
| 2007 | Mundial de Atletismo                   | Osaka             | Triple salto      | 9.ª       | 14,40 m   |                     |
| 2008 | Mundial de Atletismo en Pista Cubierta | Valencia          | Salto de longitud | 7.ª       | 6,48 m    |                     |
| 2008 | Juegos Olímpicos                       | Pekín             | Salto de longitud | 11.ª      | 6,43 m    |                     |
| 2009 | Mundial de Atletismo                   | Berlín            | Salto de longitud | final     | NM        |                     |
| 2010 | Mundial de Atletismo en Pista Cubierta | Doha              | Salto de longitud | 3.ª       | 6,63 m    |                     |
| 2011 | Sudamericano de Atletismo              | Buenos Aires      | Salto de longitud | 2.ª       | 6,45 m    |                     |
| 2011 | Sudamericano de Atletismo              | Buenos Aires      | Triple salto      | 2.ª       | 13,96 m   |                     |
| 2011 | Juegos Mundiales Militares             | Río de Janeiro    | Salto de longitud | 1.ª       | 6,41 m    |                     |
| 2011 | Juegos Mundiales Militares             | Río de Janeiro    | Triple salto      | 2.ª       | 14,11 m   |                     |
| 2011 | Mundial de Atletismo                   | Daegu             | Salto de longitud | 24.ª      | 6,26 m    |                     |
| 2011 | Mundial de Atletismo                   | Daegu             | Triple salto      | 12.ª      | 13,72 m   |                     |
| 2012 | Juegos Olímpicos                       | Londres           | Triple salto      | 20.ª      | 13,84 m   |                     |